# جان بابتيست لويس بيير
جان بابتيست لويس بيير (1833-1905) (بالإنجليزية: Jean Baptiste Louis Pierre)‏ هو عالم نبات فرنسي.